# Stanisław Radziejowski

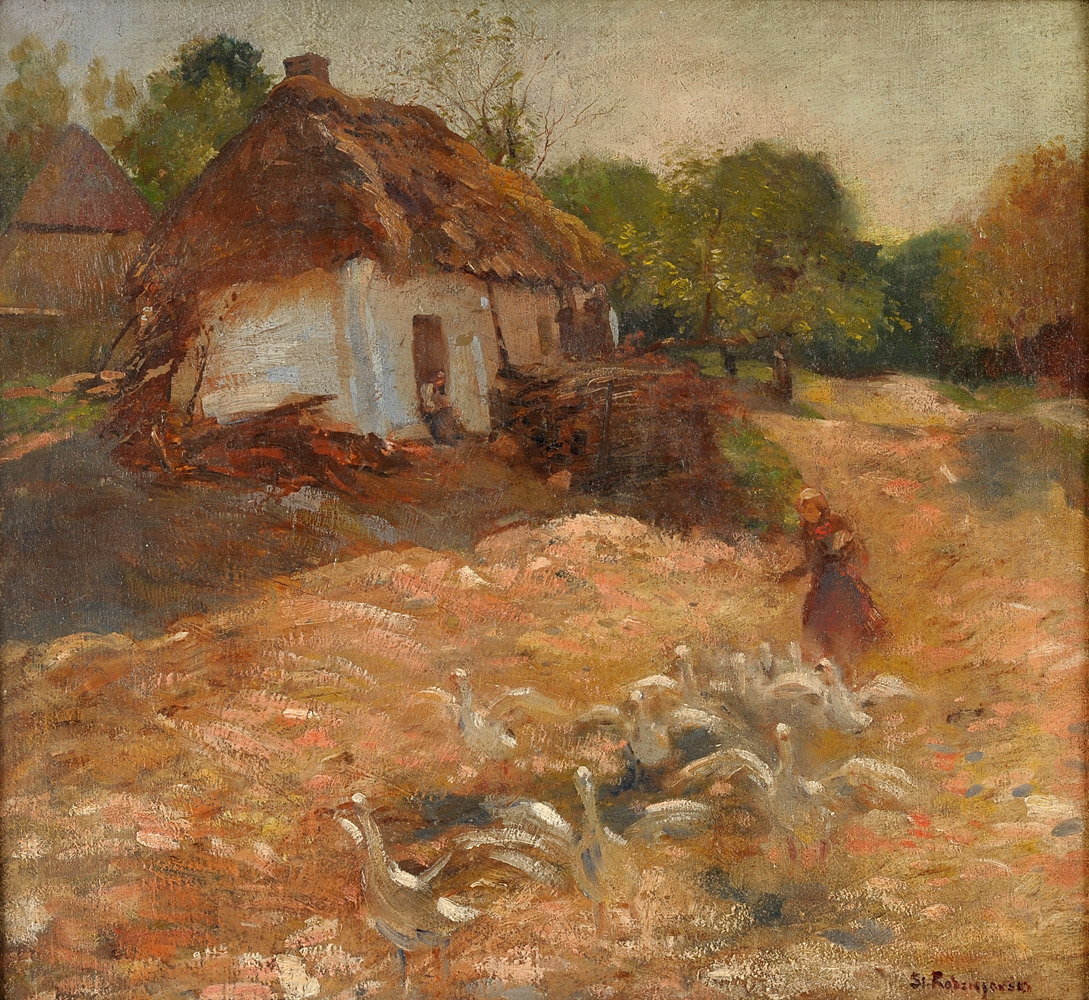
Sommertag auf dem Lande

Stanisław Radziejowski (* 6. Juni 1863 in Zegartowice; † 2. April 1950 in Krakau) war ein polnischer Maler.

## Leben
Radziejowski war der Sohn von Władysław und Jadwiga, geb. Kałuska und stammte aus einer wohlhabenden Großgrundbesitzerfamilie. 1874 begann er mit einem Malereistudium an der Akademie der Bildenden Künste in Krakau unter Jan Matejko. Er studierte hier mit Unterbrechung bis 1885 und freundete sich in der Zeit mit Ludwik de Laveaux an. Ab 1886 vertiefte er seine Kenntnisse an der Akademie der Bildenden Künste in München und blieb nach Abschluss zunächst in München, wo er dem Münchener Kunstverein beitrat. Mitte der 1890er Jahre besuchte er Krakau, um mit Malern wie Stanisław Janowski und Władysław Wankie an der Gestaltung des um 1900 zerstörten Tatra-Panoramas („Panorama Tatr“, siehe auch Tatra-Panorama-Rotunde) mitzuwirken.
Im Jahr 1902 entschied sich der Künstler, in sein Heimatland zurückzukehren, und zwei Jahre später ließ er sich auf dem von seiner Frau Helena, geb. Strasburger, geerbten Besitz in Trzebienice nieder. Von hier aus besuchte er oft Krakau, um am dortigen Kunstleben teilzunehmen. Radziejowski nahm an vielen Ausstellungen der Warschauer Gesellschaft zur Förderung der Schönen Künste (1910, 1925, 1930 und 1936) sowie der Krakauer Gesellschaft zur Förderung der Schönen Künste (1917, 1923, 1924, 1925 und 1935) teil. Weitere Ausstellungen seiner Werke wurden in Lemberg, Posen, München, Berlin, Prag und Wien organisiert.

## Werk
Die Münchner Schule hatte einen großen Einfluss auf die künstlerische Entwicklung Radziejowskis. Die meisten seiner Werke sind im Stil des Realismus gehalten. In seinen Werken tauchen aber – wie auch bei Witold Pruszkowski und Jacek Malczewski – Wassernymhen, die Medusa und andere gefährliche Symbolfiguren auf. Er schuf überwiegend Genrebilder aus dem Landleben sowie Landschaften und Porträts. Seine Bilder befinden sich heute in vielen privaten Sammlungen wie bedeutenden Museen (z. B. in den Nationalmuseen in Krakau und Warschau).